# Nawa-jinja
Le Nawa-jinja (名和神社) est un sanctuaire shinto situé à Daisen, préfecture de Tottori au Japon. Il est renommé pour la floraison de ses cerisiers.
C'est l'un des quinze sanctuaires de la restauration de Kenmu, dédié à la mémoire de Nawa Nagatoshi, personnalité militaire de l'époque de Kamakura.